# Kate Hodge
Kate Hodge (Berkeley, Califórnia, 2 de janeiro de 1966) é uma atriz e produtora norte-americana.

## Vida e carreira
Hodge nasceu em Berkeley, Califórnia. O primeiro papal de Hodge era como Michelle, a heroína do filme de terror de 1990: Leatherface: The Texas Chainsaw Massacre III. Em seguida ela retratou a atormentada estudante universitária Randi Wallace na série de horror She-Wolf of London (1990-1991), que mais tarde foi renomeada Love and Curses.
De 2000-2001, Hodge interpretou o agente do FBI Annie Price na série de TV Level 9. Ela também tem aparecido nos filmes Rapide Fire (1992), Desire (1993), The Hidden II (1994), Three Women of Pain (1997) eo filme independente I Will Avenge You, lago! (2005) como Eve. Seus filmes na televisão incluem Love Kills (1991), Doomsday Virus (1996), e Enough About Me (2005).
Ela fez aparições em várias séries de televisão, incluindo Thirtysometing (1989), Tales from the Crypt (1990), Ellen (1994-1995), Cupid (1998) e Summerland. Hodge também teve um papel principal na série de curta duração The George Wendt Show (1995) como Libby Schuster, The Louie Show (1996) como Gretchen Lafayette, e Manhattan, AZ (2000) como Jane Pentowski. Ela foi uma série regular de dez episódios do show de Fred Savage Working (1998). Sua personagem, Chris Grant, foi originalmente introduzida como uma mulher fingindo ser um homem, afim de ganhar o respeito no mundo dos negócios.
Além de atuar, Hodge também produziu dois filmes, The Perfect Stranger (2005) e Black Velvet Pansuit (1995), onde atuou como co-produtora executiva.

## Filmografia

### Filmes
| Filmes | Filmes                                       | Filmes        | Filmes               |
| Ano    | Título                                       | Papel         | Notas                |
| ------ | -------------------------------------------- | ------------- | -------------------- |
| 1986   | Super Christian 2                            | Cindy         | Vídeo curto          |
| 1990   | Leatherface: The Texas Chainsaw Massacre III | Michelle      |                      |
| 1992   | Rapid Fire                                   | Karla Withers |                      |
| 1993   | Desire                                       | Lauren Allen  |                      |
| 1993   | The Hidden II                                | Juliet Beck   | Diretamente em vídeo |
| 1997   | Three Women of Pain                          | Mary Ann      | Curta-metragem       |
| 2005   | I Will Avenge You, lago!                     | Eve           |                      |
| 2007   | Finding Oz: A Journey Home                   | Tin Woman     | Curta-metragem       |
| 2008   | Harold                                       | Dusty         |                      |
| 2011   | Rules of Love                                | Michelle      | Curta-metragem       |
| 2012   | American Girl                                | Mother        | Curta-metragem       |
| 2013   | Mount Joy                                    | MILF          | Pós-produção         |

### Televisão
| Televisão | Televisão                         | Televisão                  | Televisão                                                                        |
| Ano       | Título                            | Papel                      | Notas                                                                            |
| --------- | --------------------------------- | -------------------------- | -------------------------------------------------------------------------------- |
| 1989      | Thirtysomething                   | Hope at 17                 | Episódio: "The Burning Bush"                                                     |
| 1990      | Tales from the Crypt              | Sally                      | Episódio: "Dead Right"                                                           |
| 1990-1991 | She-Wolf of London                | Randi Wallace              | Papel regular (20 episódios)                                                     |
| 1991      | Love Kills                        | Jill Shanahan              | Telefilme                                                                        |
| 1992      | Mann & Machine                    |                            | Episódio: "The Dating Game"                                                      |
| 1993      | Jack's Place                      | Kathleen O'Brien           | Episódio: "The Pipes Are Calling"                                                |
| 1993      | Silk Stalkings                    | Paige Hamilton             | Episódios: "To Serve and Protect", "Sex, Lies and Yellow Tape"                   |
| 1994      | Silk Stalkings                    | Paige Hamilton             | Episódios: "Killer Cop", "The Last Campaign"                                     |
| 1994      | Renegade                          | Lydia Quantro              | Episódio: "The Late Shift"                                                       |
| 1994      | Silk Stalkings                    | Taylor                     | Episódios: "Natural Selection: Parts 1 & 2", "Carrie & Jessie"                   |
| 1994      | Ellen                             | Stephanie                  | Episódio: "The Christmas Show"                                                   |
| 1995      | Ellen                             | Stephanie                  | Episódios: "Ellen's Improvement", "The Apartment Hunt"                           |
| 1995      | Silk Stalkings                    | Taylor                     | Episódio: "Mrs. Carlisle"                                                        |
| 1995      | The George Wendt Show             | Libby Schuster             | Papel principal (8 episódios)                                                    |
| 1995      | Crowfoot                          | Rachel Stoltz              | Telefilme                                                                        |
| 1995      | Nowhere Man                       | Angie / Nancy              | Episódio: "The Spider Webb"                                                      |
| 1995      | Xena: Warrior Princess            | Celesta                    | Episódio: "Death in Chains"                                                      |
| 1995      | Simon                             |                            | Episódio: "Simon and the She-Devil"                                              |
| 1996      | Bunk Bed Brothers                 | Jessie                     | Telefilme                                                                        |
| 1996      | American Pie                      |                            | Série de televisão                                                               |
| 1996      | The Louie Show                    | Gretchen Lafayette         | Papel principal (8 episódios)                                                    |
| 1996      | The Lazarus Man                   |                            | Episódio: "The Wallpaper Prison"                                                 |
| 1996      | Murder, She Wrote                 | Alana Kimball              | Episódio: "Race to Death"                                                        |
| 1996      | Doomsday Virus                    | Brenda Hopkins             | Telefilme                                                                        |
| 1997      | The Pretender                     | Carol Bates                | Episódio: "Mirage"                                                               |
| 1997      | The Sentinel                      | Tanya                      | Episódio: "Secret"                                                               |
| 1997      | Players                           | Gayle                      | Episódio: "Contact Sport"                                                        |
| 1997      | JAG                               | Ens. Elizabeth "Beth" Lane | Episódio: "Defenseless"                                                          |
| 1998      | The Tom Show                      | Jill                       | Episódio: "Tom vs. the PTA"                                                      |
| 1998      | Working                           | Chris Grant / Ellen        | Papel regular (10 episódios)                                                     |
| 1998      | Cupid                             | Valerie                    | Episódio: "A Truly Fractured Fairy Tale"                                         |
| 1998      | The Love Boat: The Next Wave      | Ginger                     | Episódio: "Affairs to Remember"                                                  |
| 1998      | Brother's Keeper                  | Marilyn                    | Episódios: "Since You Came Here", "Sneaking Into the Movies", "Cleaning Lessons" |
| 1999      | Brother's Keeper                  | Marilyn                    | Episódio: "Date"                                                                 |
| 1999      | Movie Stars                       | Robyn Winslow              | Episódio: "Third Time's a Charm"                                                 |
| 1999      | Snoops                            | Linda Jennings             | Episódios: "Blood Lines", "Separation Anxiety"                                   |
| 2000      | Manhattan, AZ                     | Jane Pentowski             | Papel recorrente (5 episódios)                                                   |
| 2000-2001 | Level 9                           | Annie Price                | Papel principal (12 episódios)                                                   |
| 2003      | 111 Gramercy Park                 | Mimi Philips               | Telefilme                                                                        |
| 2003      | Law & Order: Special Victims Unit | Carolyn Forbes             | Episódio: "Coerced"                                                              |
| 2004      | Summerland                        | NCIS Agent Jane Melankovic | Episódio: "The Good Wives Club"                                                  |
| 2005      | Enough About Me                   | Paula Conine               | Telefilme                                                                        |
| 2005      | Jonny Zero                        | Sharon                     | Episódio: "No Good Deed"                                                         |
| 2007      | Boston Legal                      | Kaye Kent                  | Episódio: "Guise 'n Dolls"                                                       |
| 2007      | As the World Turns                | Pam Dennison               | Episódio: "1.13065"                                                              |
| 2007      | Law & Order: Criminal Intent      | Paula Rush                 | Episódio: "Seeds"                                                                |
| 2007      | Law & Order                       | Attorney Prescott          | Episódio: "Remains of the Day"                                                   |
| 2008      | Unhitched                         | Katherine                  | Episódio: "Pilot"                                                                |
| 2008      | Fringe                            | Abby Stockton              | Episódio: "The Equation"                                                         |
| 2009      | Law & Order                       | Serena Kensey              | Episódio: "Shotgun"                                                              |
| 2010      | White Collar                      | Judge Michelle Clark       | Episódio: "Bad Judgment"                                                         |
| 2010      | Outlaw                            | Lois Vidalin               | Episódio: "In Re: Tracy Vidalin                                                  |
| 2011      | In Between Men                    | Dr. Nicole Shaw            | Episódio: "Trouble in Paradise"                                                  |
| 2011      | One Life to Live                  | Ionia Masters              | Papel recorrente (5 episódios)                                                   |
| 2012      | Person of Interest                | Nicola Petrosian           | Episódio: "Baby Blue"                                                            |
| 2012      | Blue Bloods                       | Theresa Keenan             | Episódio: "Some Kind of Hero"                                                    |
| 2013      | The Following                     | Sharon Cooper              | Episódio: "Chapter Two"                                                          |